# Ghiacciaio Harp
Il ghiacciaio Harp è un ghiacciaio lungo circa 4 km situato nella regione centro-occidentale della Dipendenza di Ross, in Antartide. Il ghiacciaio, il cui punto più alto si trova a circa 450 m s.l.m., si trova in particolare nella zona orientale della dorsale Asgard, dove fluisce verso sud a partire da un piccolo nevaio sito a ovest del colle Harp e scorrendo fino a unire il proprio flusso a quello del ghiacciaio Commonwealth.

## Storia
Il ghiacciaio Harp è stato mappato dalla squadra occidentale della spedizione Terra Nova, condotta dal 1910 al 1913 e comandata dal capitano Robert Falcon Scott, ma è stato così battezzato solo nel 1997 dal Comitato consultivo dei nomi antartici in associazione con il colle Harp, a sua volta così chiamato in virtù della sua forma, che ricorca un'arpa ("harp" in inglese).